# NGC 949
NGC 949 é uma galáxia espiral (Sb) localizada na direcção da constelação de Triangulum. Possui uma declinação de +37° 08' 09" e uma ascensão recta de 2 horas, 30 minutos e 48,8 segundos.
A galáxia NGC 949 foi descoberta em 21 de Setembro de 1786 por William Herschel.